# هنري جبريل دوتشسن
هنري جبريل دوتشسن هو عالم طبيعي فرنسي، ولد في 1793 في باريس في فرنسا، وتوفي في 1822.